# Fontanella
Fontanella es una localidad del distrito de Bludenz, en el estado de Vorarlberg, Austria, con una población estimada a principio del año 2018 de 437 habitantes. 
Se encuentra ubicada al sur del estado, cerca de la orilla del río Ill —un afluente derecho del Rin—, y de la frontera con Liechtenstein, Suiza y el estado de Tirol.